# Origny-Sainte-Benoite
Origny-Sainte-Benoite település Franciaországban, Aisne megyében. Lakosainak száma 1612 fő (2022. január 1.). Origny-Sainte-Benoite Landifay-et-Bertaignemont, Macquigny, Mont-d’Origny, Neuvillette, Parpeville, Pleine-Selve, Ribemont és Thenelles községekkel határos.

## Népesség
A település népességének változása:
| Lakosok száma | 2341 | 2145 | 1822 | 1701 | 1712 | 1702 | 1685 | 1670 | 1660 | 1612 |
|               | 1968 | 1982 | 1990 | 2006 | 2013 | 2015 | 2017 | 2019 | 2020 | 2022 |